# Сьверкі (Лодзинське воєводство)
Сьверкі (пол. Świerki) — село в Польщі, у гміні Буженін Серадзького повіту Лодзинського воєводства.
Населення — 43 особи (2011).
У 1975-1998 роках село належало до Серадзького воєводства.

## Демографія
Демографічна структура станом на 31 березня 2011 року:
|          | Загалом | Допрацездатний вік | Працездатний вік | Постпрацездатний вік |
| -------- | ------- | ------------------ | ---------------- | -------------------- |
| Чоловіки | 17      | 3                  | 12               | 2                    |
| Жінки    | 26      | 5                  | 9                | 12                   |
| Разом    | 43      | 8                  | 21               | 14                   |